# Parula pitiayumi
Parula pitiayumi е вид птица от семейство Parulidae.

## Разпространение
Видът е разпространен в Аржентина, Белиз, Боливия, Бразилия, Венецуела, Гватемала, Гвиана, Еквадор, Колумбия, Коста Рика, Мексико, Никарагуа, Панама, Парагвай, Перу, Суринам, САЩ, Тринидад и Тобаго, Уругвай, Френска Гвиана и Хондурас.